# Francesca Galli
Francesca Galli (Desio, 5 de juliol de 1960) va ser una ciclista italiana. Del seu palmarès destaquen tres medalles, una d'elles d'or, als Campionats del Món en contrarellotge per equips. També aconseguí el Campiona nacional en ruta.

## Palmarès
- 1979
  -  Campiona d'Itàlia en ruta
- 1980
  - 1a al Trofeu Alfredo Binda
- 1988
  -  Campiona del món en contrarellotge per equips (amb Roberta Bonanomi, Maria Canins i Monica Bandini)
- 1990
  - Vencedora d'una etapa al Giro d'Itàlia